# Kalbe (Basse-Saxe)
Pour les articles homonymes, voir Kalbe.
Kalbe (en allemand : /ˈkalbə/,,, ? Écouter [Fiche]) est une municipalité allemande du land de Basse-Saxe et l'arrondissement de Rotenburg (Wümme).